# Schreibersdorf (Adelsgeschlecht)

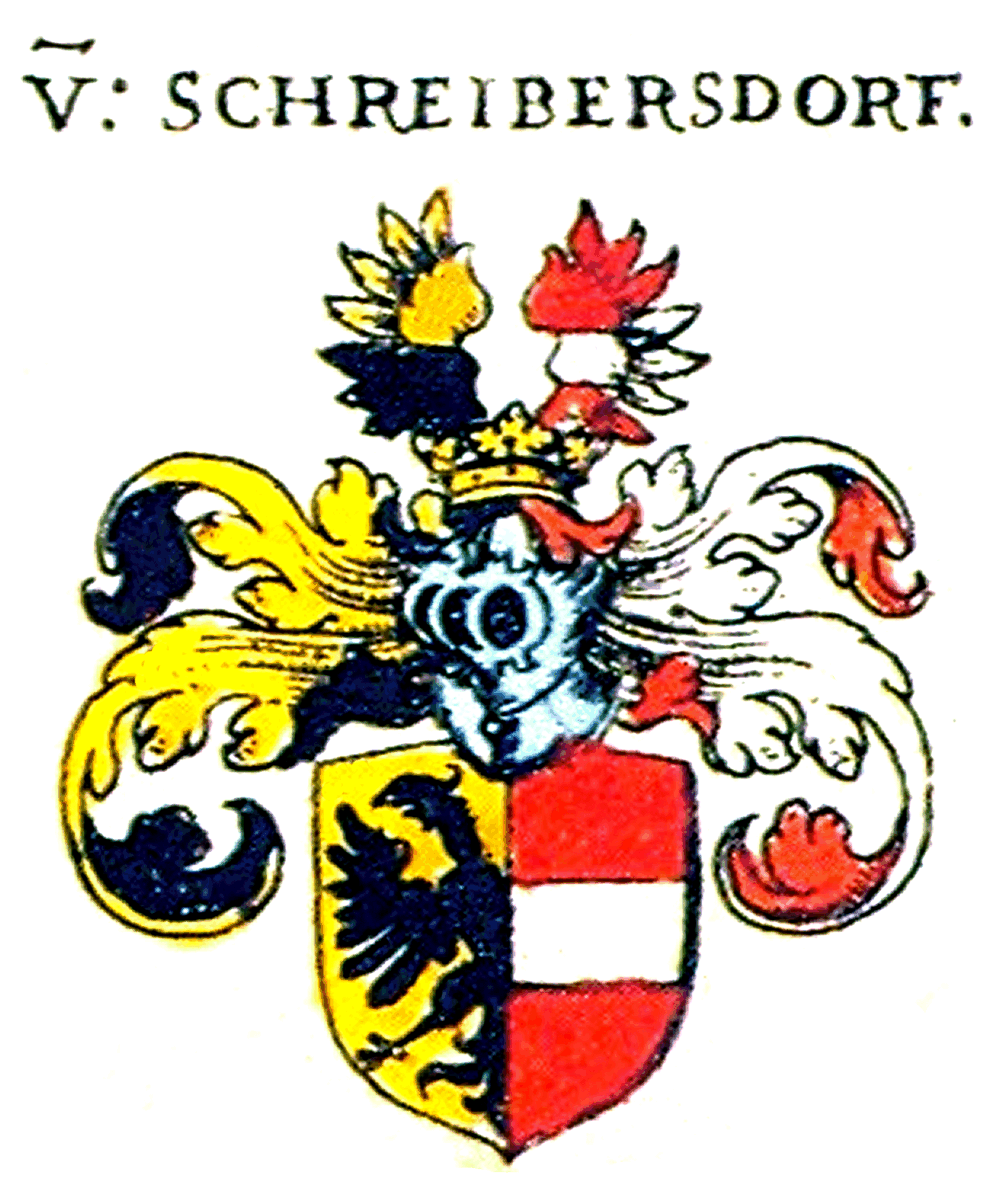
Wappen derer von Schreibersdorf in Horst Appuhn’s Neuauflage Siebmachers Wappenbuchs

Schreibersdorf, ursprünglich Palow genannt, war der Name eines Oberlausitzischen Uradelsgeschlechts. Es begann bei Ritter Lutherus de Palowe, der seit dem Jahr 1262 in einigen Oberlausitzer Urkunden auch als von Schreibersdorf vorkommt. Palow ist wohl identisch mit dem Dorf Pohla in der Gemeinde Demitz-Thumitz, das auf Sorbisch bis heute diesen Namen trägt, und Schreibersdorf scheint identisch mit dem östlich der Oberlausitz gelegenen Schreibersdorf zu sein.

## Geschichte
Ritter Luther von Palow kam möglicherweise mit den Markgrafen von Brandenburg in die Oberlausitz. Er war im Jahr 1268 bereits „Inhaber der großen Herrschaft Neschwitz“. Er war „einer der grossen Vasallen im Baudissiner Land“ und wurde mit dem Prädikat dominus geehrt. Er war Gefolgsmann der Bautzener Landesherren in der Oberlausitz und in der Mark. Die Markgrafen von Brandenburg beauftragten ihn im Jahr 1276 „förmlichst“ mit dem Schutz der bischöflich meißnischen und im Jahr 1299 der Güter des Klosters Marienstern.
Von 1306 bis 1320 ist ein weiterer Ritter Leuther von Schreibersdorf urkundlich in ähnlicher Weise belegt. Ersterer Leuther war im Jahr 1301 bereits als Leutherus Senior bezeichnet, weswegen zweiterer wohl sein Sohn gewesen ist. Leuther II. bürgte im Jahr 1309 für Markgraf Woldemar gegen Friedrich den Gebissnen von Meißen, im gleichen Jahr war er Landvoigt des Görlitzer Landes. Im Jahr 1319, nach dem Tod Woldemars von Brandenburg, verhandelte Leuther, wie schön sein Vater einer der großen Vasallen des Landes, im Schloss Voigtsberg bei Oelsnitz u. a. mit Herzog Heinrich von Jauer und König Johann von Böhmen über die Teilung der Oberlausitz. Auch Leuther II. gehörte Neschwitz. Er starb wohl vor dem Jahr 1334, wie aus einer Schenkungsurkunde eines Bautzener Hauses seiner mutmaßlichen Witwe domina Adela und ihres wahrscheinlichen Bruders Friedrich von Lewinwalde an die Franziskaner hervorgeht.
Im weiteren Verlauf des 14. Jahrhunderts lässt sich aufgrund spärlicher urkundlicher Erwähnungen nur eine Teilung derer von Schreibersdorf in eine Linie zu Neschwitz und eine im Görlitzer Weichbild feststellen.
Die Stammlinie des Geschlechts ist bei Hermann Knothe ausführlich bis Ende des 16. Jahrhunderts beschrieben, während Konrad Blazek zeitlich etwas darüber hinaus ging und noch ein gleichnamiges kursächsisches Geschlecht, ähnlichen Wappens und wahrscheinlich auch gleichen Ursprungs, erwähnte.

## Wappen

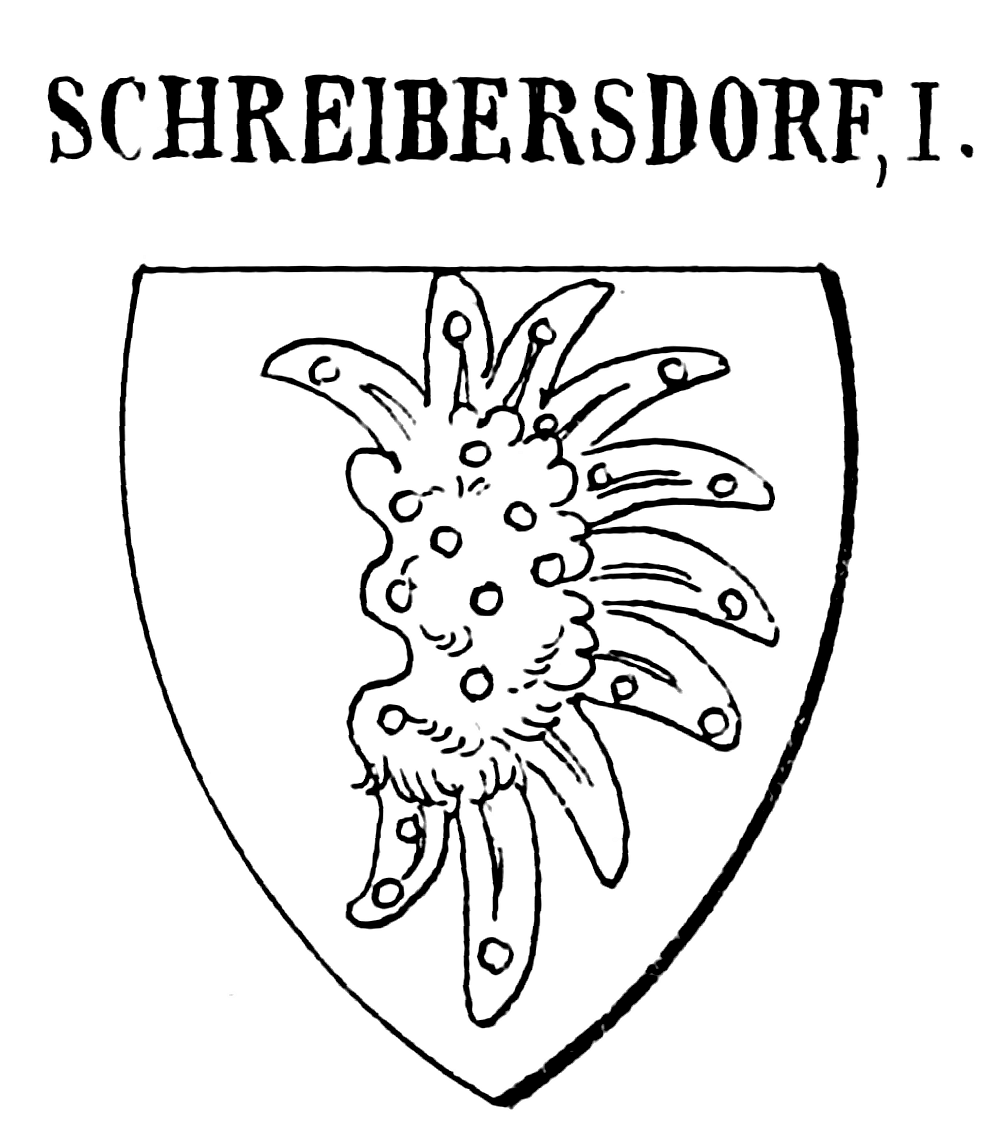
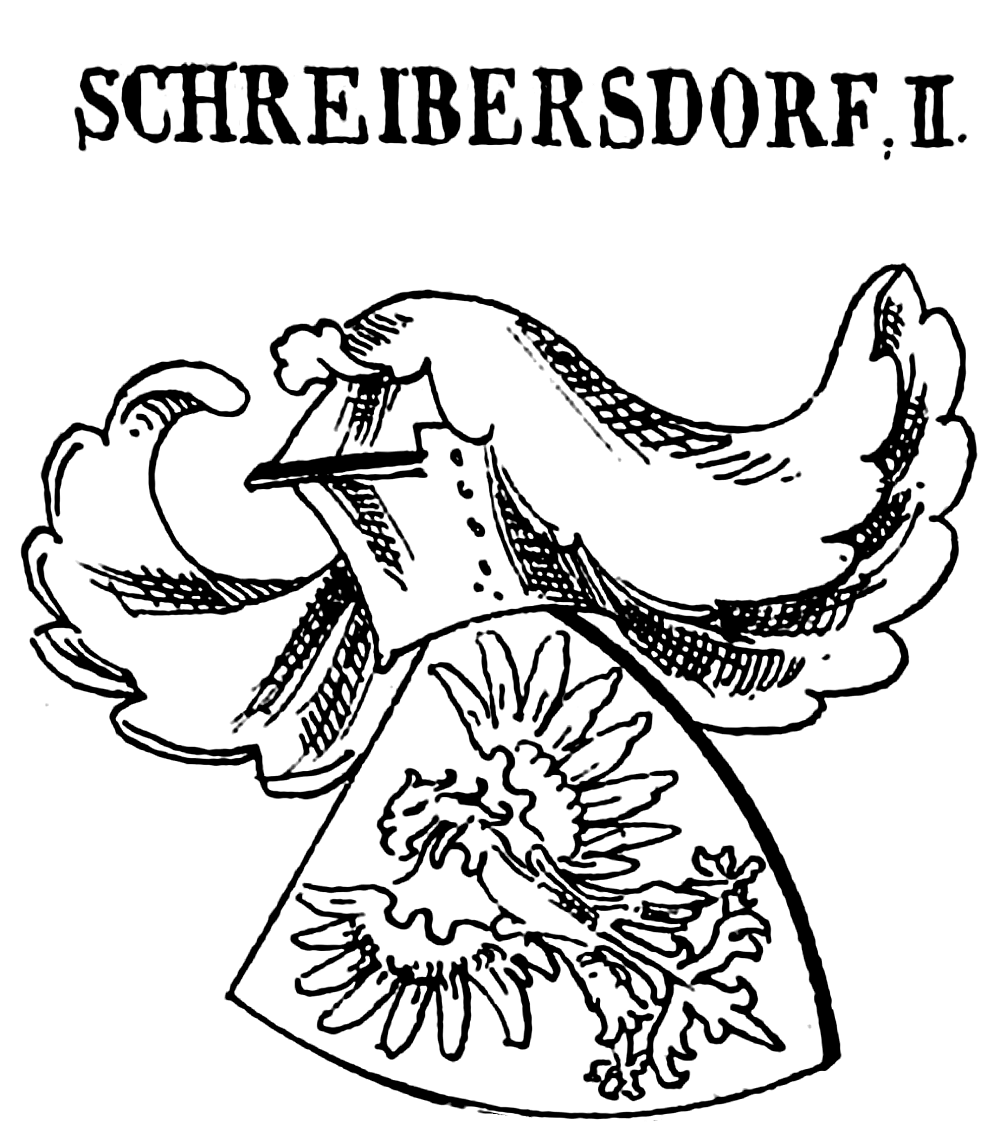
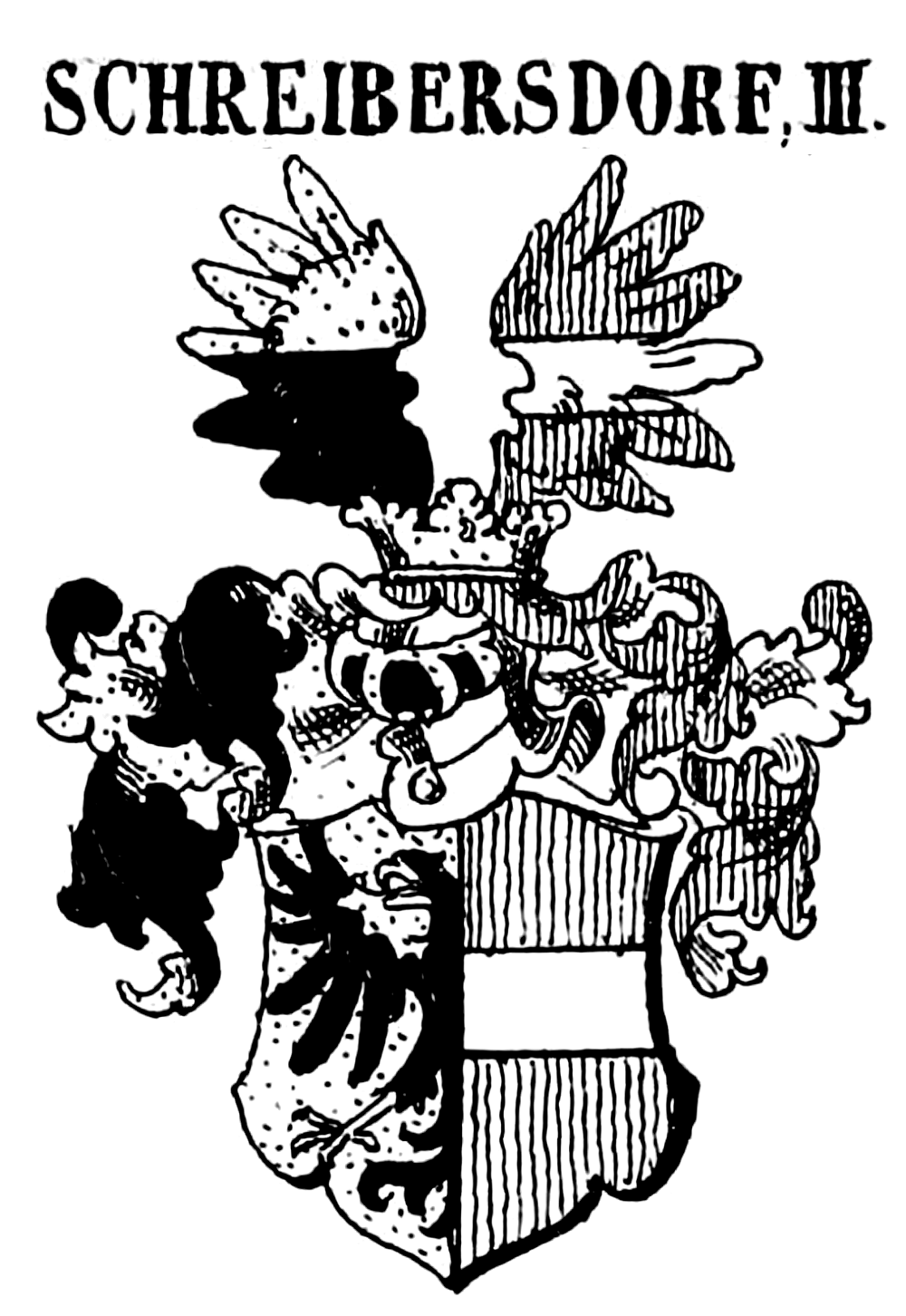
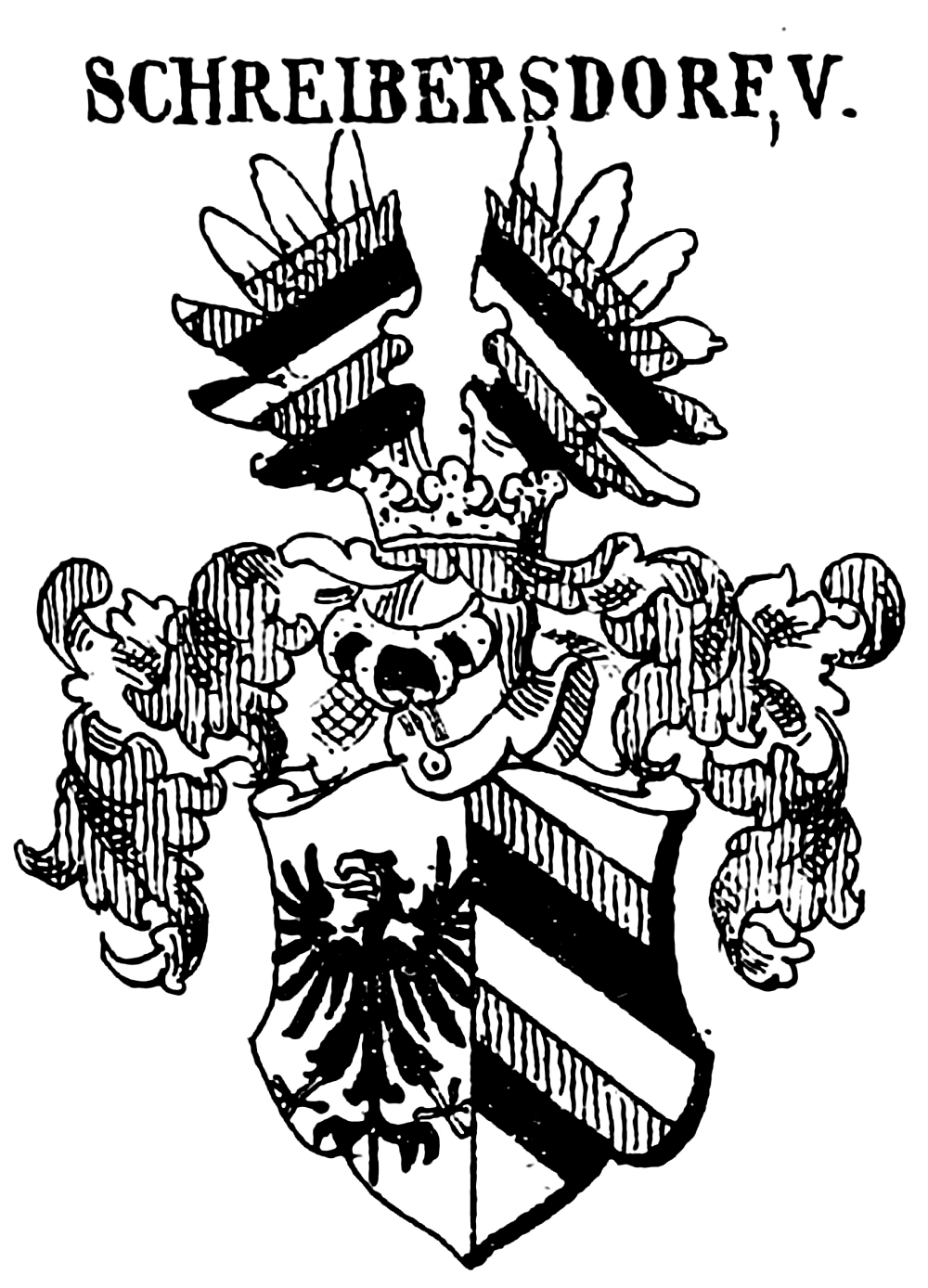

Das bzw. die Wappen, die die Herren von Schreibersdorf führten, ist auf Siegelabdrücken zu erkennen:
- Leuther I. (1283): Ein mit Perlen belegter Adlerflügel
- Caspar (1414): ein (heraldisch) rechts sehender Adler
- Balthasar und Christoph (1521): Schild gespalten: in einer Hälfte ein halber Adler, in der anderen ein Querbalken. Die zwei bekannten Siegel sind vertikal gespiegelt, d. h. einmal ist der halbe Adler links, und einmal rechts.

Die Farben der Wappen und die Helmzier lieferte Konrad Blazek:
der halbe Adler jeweils in schwarz auf goldenem Grund, der Balken silbern in rot. Einmal hat der Helm eine Krone, einmal eine schwarz-silbern-rot-goldene Binde. Der offene Flug ist einerseits schwarz über gold geteilt, andererseits wie im Schild rot, mit einem silbernen Balken belegt. Helmdecken: schwarz-golden und rot-silbern.
Das Wappen der kursächsischen, wahrscheinlich verwandten Herren von Schreibersdorf ist ebenfalls gespalten. Einerseits der halbe schwarze Adler, aber auf silbernem Grund, andererseits von den Farben silber-rot-schwarz-silber-rot-schwarz-silber diagonal geteilt. Helmdecken: rot-silbern; Flug: von den gleichen sieben Farben diagonal geteilt. Helmzier: silbern-rot-schwarzer Bund (abgebildet ist stattdessen aber eine goldene Krone).
Darstellungen in Siebmachers Wappenbüchern